# Tangara à tête orange
Thlypopsis sordida
Espèce
Répartition géographique
Statut de conservation UICN

 LC  : Préoccupation mineure
Le Tangara à tête orange (Thlypopsis sordida) est une espèce de passereau appartenant à la famille des Thraupidae.

## Répartition et sous-espèces

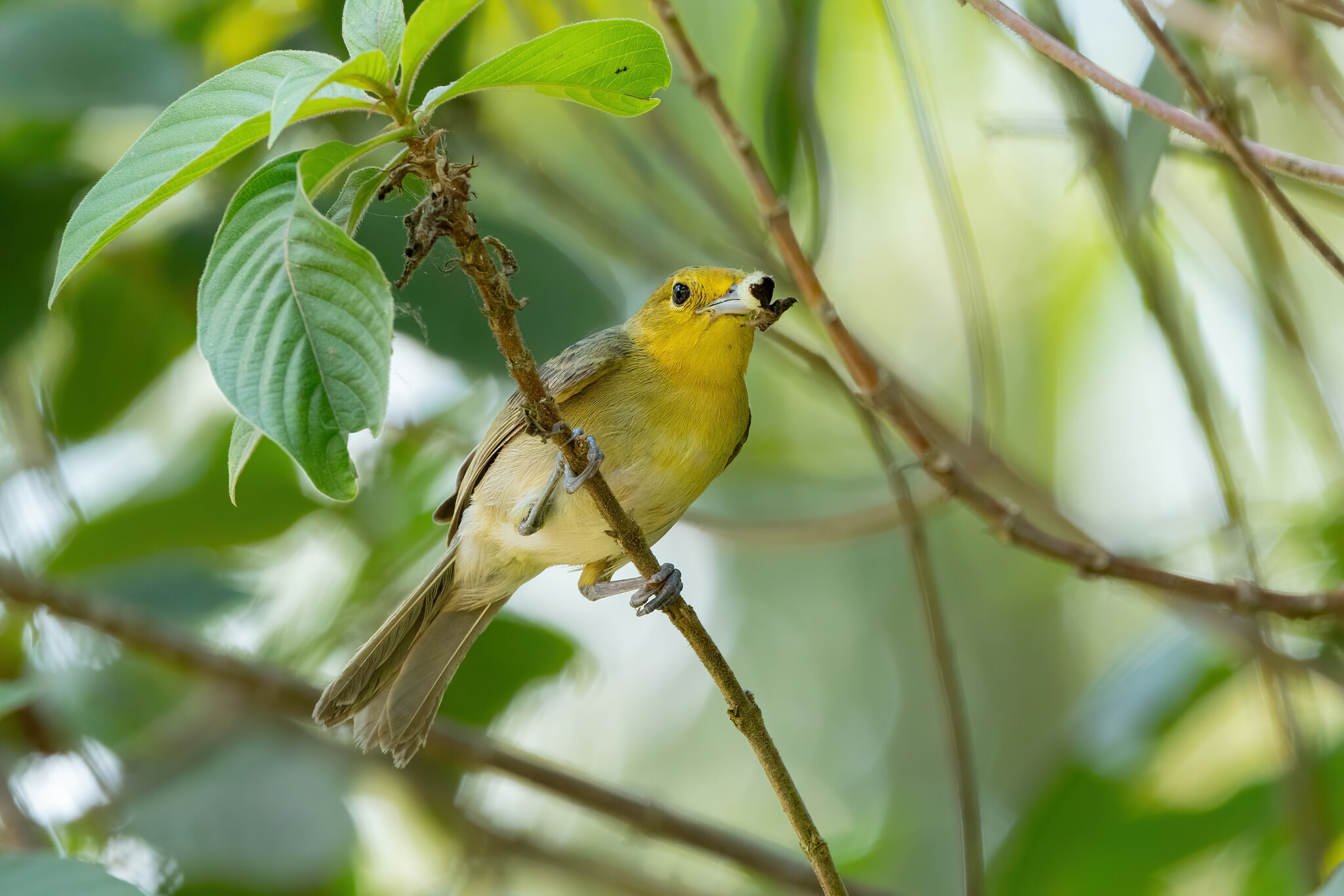
La sous-espèce T. s. chrysopis.

Selon la classification de référence du Congrès ornithologique international (15.1, 2025) il se répartit en trois sous-espèces (ordre phylogénique) :
- T. s. orinocensis Friedmannn, 1942 — rives de l'Orénoque ;
- T. s. chrysopis (Sclater & Salvin, 1880) — rives de l'Amazone et ouest de l'Amazonie ;
- T. s. sordida (d'Orbigny & Lafresnaye, 1837) — centre/nord-est de l'Amérique du Sud tête orange.